# 진 시먼스 (배우)
진 시먼스(Jean Simmons, OBE, 1929년 1월 31일 ~ 2010년 1월 22일)는 잉글랜드의 배우이다.

## 출연 작품

### 영화
- 성의 (1953)
- 검은 수선화 (1947)
- 햄릿 (1948)
- 비련의 공주 엘리자베스 (1953)
- 아가씨와 건달들 (1955)
- 황혼에 돌아오라 (1958)
- 해피 엔딩 (1969)

## 서훈
- 2003년 대영 제국 훈장 4등급(OBE) 수훈[1]